# Samuški rajon
Samuški rajon (azerski: Samux rayonu) je jedan od 66 azerbajdžanskih rajona. Samuški rajon se nalazi na sjeverozapadu Azerbajdžana te graniči s Gruzijom. Središte rajona je Samuh. Površina Samuškog rajona rajona iznosi 1.450 km². Samuški rajon je prema popisu stanovništva iz 2009. imao 53.708 stanovnika, od čega su 26.573 muškarci, a 27.135 žene.
Samuški rajon se sastoji od 35 općina.